# لیسک، ساسکاچوان
لیسک، روستایی در استان ساسکاچوان کانادا در محدوده شهرداری روستایی لیسک شماره ۴۶۴ و بخش سرشماری شماره ۱۶ می‌باشد. این روستا در ۸۰ کیلومتری (۵۰ مایلی) جنوب غربی پرنس آلبرت است.

## جمعیت
این روستا در سال ۲۰۱۶ داری ۳۹۹ نفر جمعیت داشته بوده است.